# Шмарє (Айдовщина)
Шмарє (словен. Šmarje) — поселення в горах південно-захід від м. Айдовщина в общині Айдовщина. Висота над рівнем моря: 215,3 метрів.